# Henze
Henze ist ein deutscher Familienname.

## Namensträger
- Adolf Henze (1814–1883), deutscher Verleger, Autor, Graphologe und Numismatiker
- Albert Henze (Politiker) (1873–1944), deutscher Politiker (SPD)
- Albert Henze (General) (1894–1979), deutscher Generalleutnant
- Albert Henze (Lehrer) (1900–1994), deutscher Lehrer
- Andreas Henze (1833–1925), deutscher Gymnasiallehrer und Meteorologe
- Anton Henze (1913–1983), deutscher Kulturjournalist und Buchautor
- Arnd Henze (* 1961), deutscher Journalist und Publizist
- Arno Henze (1936–2019), deutscher Agrarmarktanalyst und Hochschullehrer
- Arthur Henze (1877–1945), deutscher Süßwarenfabrikant
- August Henze (1867–1944), deutscher Sonderpädagoge
- Bruno Henze (1900–1978), deutscher Gitarrist, Harfenist, Komponist, Dirigent und Musikpädagoge
- Bruno Henze (Ringer) (1914–2009), deutscher Ringer
- Carl Henze (1872–1946), deutscher Gitarrist, Komponist, Dirigent und Musikpädagoge
- Christian Henze (* 1968), deutscher Koch, Autor von Kochbüchern und Fernsehkoch
- Dietmar Henze (* 1935), deutscher Geograph und Historiker
- Ernst Henze (Theologe) (1926–2008), deutscher Theologe
- Ernst Henze (Mathematiker) (1927–1986), deutscher Mathematiker
- Ferdinand Henze (1888–1959), deutscher Malermeister und Politiker (USPD, SPD)
- Frank Henze (* 1977), deutscher Kanute
- Franziska Henze (* 1931), deutsch-schweizerische Tischtennisspielerin
- Friedrich Wolfgang Martin Henze (1873–1956), deutsch-amerikanischer Chemiker
- Hannelore Henze (* 1936), deutsche Autorin und Architektin
- Hans Werner Henze (1926–2012), deutscher Komponist
- Hartwig Henze (* 1938), Richter am Bundesgerichtshof
- Heinz Henze (1912–2009), deutscher Jurist und EU-Beamter
- Helmut Henze (Jurist) (1906–nach 1953), deutscher Jurist
- Helmut Henze (Musiker), deutscher Musiker und Dirigent
- Helmut Henze (Ruderer), deutscher Ruderer
- Holger Henze (* 1944), deutscher Gastwirt, Galeriebesitzer, Schauspieler und Comicautor
- Joachim Henze (1928–2017), deutscher Agrarwissenschaftler
- Jörg Henze, deutscher Technoproduzent
- Jürgen Henze (Politiker) (* 1937), deutscher Politiker (SPD)
- Jürgen Henze (Kanute) (* 1950), deutscher Kanute
- Karl Henze, siehe Carl Henze
- Leon Henze (* 1992), deutscher Fußballspieler
- Maria Henze (1926–1972), deutsche Pädagogin und Politikerin (CDU)
- Max Henze (Politiker) (1899–1951), deutscher NS-Politiker, SS-Brigadeführer und Polizeipräsident
- Max Henze-Dessau (1889–1952), deutscher Maler und Industriegrafiker
- Norbert Henze (* 1951), deutscher Mathematiker
- Otto Henze (1908–1991), deutscher Forstwissenschaftler und Ornithologe
- Paul Henze (Ingenieur) (1880–1966), deutscher Maschinenbauingenieur und Automobilpionier
- Paul Henze (Politiker) (1900–1968), deutscher Politiker (SED), MdL Sachsen-Anhalt
- Philip Henze (* 1993), deutscher Kameramann
- Robert Henze (1827–1906), deutscher Bildhauer
- Sabine Henze-Döhring (* 1953), deutsche Musikwissenschaftlerin und Opernforscherin
- Stefan Henze (Politiker) (* 1965), deutscher Politiker (AfD)
- Stefan Henze (Kanute) (1981–2016), deutscher Kanute und Kanutrainer
- Susanne Henze (* 1974), deutsche Handballspielerin, siehe Susanne Petersen
- Volker Henze (* 1950), deutscher Maler, Grafiker, Bildhauer und Hochschullehrer
- Walter Henze (1869–1915), deutscher Althistoriker und Gymnasiallehrer
- Wilhelm Henze (Schriftsteller) (1845–1918), deutscher Schriftsteller und Rezitator
- Wilhelm Henze (Widerstandskämpfer) (1908–1996), deutscher Widerstandskämpfer, Schriftsteller und Puppenspieler
- Wilhelm Henze (Sportwissenschaftler) (1910–2004), deutscher Sportwissenschaftler und Sportfunktionär
- Wolfgang Henze (1904–1969), deutscher Keramiker und Hochschullehrer